# Летописи Хьёрварда
Летописи Хьёрварда (или Хроники Хьёрварда) — трилогия российского писателя Ника Перумова, действие которой разворачивается в вымышленном мире Хьёрвард. Вышедшая в 1995 году первая книга Гибель Богов положила начало не только трилогии, но и большому циклу о вселенной Упорядоченного. В 2005 году трилогия стала лауреатом премии «Странник».

## Сюжет
Придуманный Перумовым мир Хьёрвард впервые упоминается в финале «Адаманта Хенны». Главные герои книги переносятся из мира Арды Толкина в новый мир Перумова. Хьёрвард становится связующим звеном между первой трилогией писателя, «Кольцом Тьмы», и второй — «Летописями Хьёрварда». Сюжет каждой книги разворачивается на отдельном континенте, в разное время и описывает мир со своей стороны.
«Гибель Богов» описывает борьбу мага Хедина против Молодых Богов, действие разворачивается в восточной части мира. Картина западных земель Хьёрварда даётся в романе «Воин Великой Тьмы». Описываемые в книге события по времени происходят до событий «Гибели Богов» и относятся ко времени восстания Ракота, названого брата Хедина. Сюжет «Земли без радости», наоборот, разворачивается после событий «Гибели Богов», на этот раз в северных землях Хьёрварда.

## Произведения цикла
Опубликованные
- Гибель Богов — первая книга цикла. Другое название «Книга Хагена».
- Воин Великой Тьмы — вторая книга цикла. Другое название «Книга Арьяты и Трогвара».
- Земля без радости — третья книга цикла. Другое название «Книга Эльтары и Аргниста».
- Тысяча лет Хрофта — роман в двух частях, сюжетно являющийся приквелом вышеуказанных книг. Написан и издан в мае 2013 года (книга первая — «Боргильдова битва») и в феврале 2016 года (книга вторая — «Молодой маг Хедин»).

Прочие
Помимо перечисленных выше книг к циклу примыкает ряд опубликованных, запланированных или замороженных произведений:
- Гибель Богов — 2 — завершающий цикл книг о вселенной Упорядоченного. Планируется издание в 9 книгах, на начало 2020 года изданы семь из них.[5]
- Раб Неназываемого — роман. Книга в процессе написания.
- Белая кровь рассвета — продолжение Земли без радости. Книга в процессе написания.[6]

## Издания
Оригинальное издание было выпущено в конце 1994—1995 годах издательствами Азбука и Терра — Книжный клуб. В 1997 году трилогия была переиздана с новым оформлением. В 1999 году книги вышли в издательстве Эксмо-Пресс в серии «Фэнтези Ника Перумова», которая изначально задумывалась как персональная серия автора. В 2004 году в Эксмо была открыта новая персональная серия Ника Перумова, в которой «Хроники Хьёрварда» вышли в 2004 и 2005 годах. В 2008 году трилогия была напечатана в одном томе серии «Гиганты фантастики» того же издательства.